# Ruđinci
Ruđinci (em cirílico: Руђинци) é uma vila da Sérvia localizada no município de Vrnjačka Banja, pertencente ao distrito de Ráscia, na região de Ráscia. A sua população era de 2452 habitantes segundo o censo de 2011.

## Demografia
| 1948 | 1953 | 1961 | 1971 | 1981 | 1991 | 2002 | 2011 |
| ---- | ---- | ---- | ---- | ---- | ---- | ---- | ---- |
| 1128 | 1211 | 1276 | 1335 | 1468 | 1826 | 2019 | 2452 |